# Jammu (ciudad)
Jammu es una ciudad del noroeste de la India, centro administrativo del distrito homónimo, que se convierte en la capital del territorio de la unión de Jammu y Cachemira durante el invierno. Está localizada sobre el río Tawi, al sur de Srinagar. En una ocasión, fue la capital de los territorios de la dinastía Dogra Rajput, volviéndose parte del dominio de Ranjit Singh en el siglo XIX. Hoy en día, es un centro ferroviario e industrial. Algunos sitios de interés son un fuerte, un palacio de los rajas y la Universidad de Jammu, fundada en 1969.

## Demografía
Según estimación 2010, contaba con una población de 701.196 habitantes.